# Сантиколо
Сантиколо је насеље у Италији у округу Бреша, региону Ломбардија.
Према процени из 2011. у насељу је живело 445 становника. Насеље се налази на надморској висини од 877 м.